# Diclidia obscura
Diclidia obscura är en skalbaggsart som beskrevs av Liljeblad 1945. Diclidia obscura ingår i släktet Diclidia och familjen ristbaggar. Inga underarter finns listade i Catalogue of Life.